# 街头霸王：春丽传
《街头霸王：春丽传》（英語：Street Fighter: The Legend of Chun-Li）是根据日本卡普空公司著名游戏系列《街头霸王》改编的一部在2009年2月27日上映于美国的动作片。主角为游戏中的人气女角色春丽。

## 剧情
春丽的父亲从小就希望她成为一个钢琴家，但是当他们搬家到香港后，一切都变了。春丽的父亲是一个著名的商人，并且春丽不知道父亲从事什么商业活动，只知道从小就跟着父亲搬家搬来搬去。父亲对武术的热爱也深深影响了她，自从一次偷偷摸摸地看父亲练武被父亲发觉后，父亲便开始正式教授她中国功夫。
一天，春丽的父亲出门回到家中，不幸跑拜森和巴罗格带领人群的偷袭，春丽的父亲被拜森和巴罗格带走，一直被羁押在一所密室内，而拜森一直利用他的女儿作为假人质来要挟他给拜森需要的信息。
多年后，春丽长大了，一次，她在参加钢琴演出后，获得一份礼物，礼物是一卷画有中国功夫的图轴，但是由于她的受到的西化教育，她完全看不懂图轴上的繁体字和图像的意义。此时，抓走她父亲的拜森已经是沙德罗组织的老大，一群地方小组织的头目纷纷在他的宴会上被他的手下杀害，头颅被放置在餐桌上。国际警署的纳什和黑社会凶手专案组的玛雅·苏妮负责侦查此案。
不久之后，春丽的母亲因病逝世。春丽也开始到香港的各个角落寻找懂得功夫和古籍的人，一日，她被一个扫地者挡住去路，逼进一间古董店，古董店的老板娘芝兰告诉她那是一封信，同时老板娘告诉她必须去曼谷才能找到更多的信息，她开始到曼谷展开寻“元”之旅。一天晚上，她在一个角落处发现一群人在殴打一个男子，于是出手救了他，但是自己也被打昏，幸亏被人救走送到翠岸寺。原来是“元”救了她。“元”是蜘蛛帮的创始人，也是发信给春丽的人，“元”开始教授春丽中国功夫。此时拜森逐步吞并泰国曼谷各地的贫民区的股权和控制权。
一天晚上，春丽跟踪巴罗格到一间夜店，并且盯上了拜森的手下坎塔娜，在女厕所出击将其制伏，他在夜店里大闹一场而逃，国际警署的纳什和黑社会凶手专案组的玛雅·苏妮追进来时，春丽已经逃走了。他俩开始在曼谷的贫民区追踪春丽的消息。在一天晚上吃饭时，“元”告诉了春丽拜森的信息：拜森的父母是爱尔兰传教士，死在曼谷，很快，没人关心和照顾的拜森生了一场大病，但是幸存了下了。在他长大后，变得日复一日的凶残和狼毒，抢夺渔民和贫民的一切值钱物品，他带着自己的妻子来到泰国普吉岛攀牙湾黑山洞，把人性中善良的因素转移给尚未出生的女儿，将女儿从妻子腹中强行解剖出肚子，并且获得成功，他得到了黑暗的力量。一个晚上，春丽被带着面具的维加追杀，但是其精湛的武术把维加打败，并且悬挂在房子上示众。
拜森一批货叫“白玫”，即将送到曼谷的港口，当春丽晚上来到港口时，被拜森和他的手下擒拿。然后当着春丽的面杀掉她的父亲，拜森派两个手下在房间里解决春丽，但是被春丽机智的逃过一劫。春丽被巴罗格的子弹射伤，被师傅“元”救回并且疗好了伤。春丽找到国际警署的纳什和请求他的支援获得同意，同时，黑社会凶手专案组的玛雅·苏妮也带兵前来支援。巴罗格被春丽的师傅“元”打败。拜森带着自己的女儿洛丝驾着直升机逃离港口。纳什和春丽、“元”等随后追了过去，纳什救走了洛丝，春丽则击败了拜森。

## 演员
| 演员                 | 角色                                  | 备注 |
| -------------------- | ------------------------------------- | --- |
| 克莉斯汀·克鲁克      | 黄春丽（Chun-li Huang）               | 中国武术传人，主角。其黄（Huang）的姓氏为剧中设定。在游戏中其父母均为中国人，剧中因其母项珍妮（Jeanne Xiang）是欧美人则是混血。游戏原作人物。 |
| 尼尔·麦克唐纳        | 拜森／维加（M. Bison/Vega）           | 泰国曼谷爱尔兰裔人，沙德罗组织的老大。游戏原作人物。                                                                                          |
| 克里斯·克莱因        | 查理·纳什（Charlie Nash）             | 国际警署成员。游戏原作人物。 |
| 迈克尔·克拉克·邓肯   | 巴洛格（Balrog/Mike Bison）           | 沙德罗组织的一员，黑人男性。游戏原作人物。 |
| 穆恩·布拉得古德      | 玛雅·苏妮（Maya Sunee/Crimson Viper） | 黑社会凶手专案组的成员。游戏原作人物。 |
| Taboo                | 维加／巴洛格（Vega/Balrog）           | 听从拜森命令的杀手，戴着假面、使用钢爪。游戏原作人物。                                                                                        |
| 仇云波               | 元（Gen）                             | 中国功夫传人，春丽的师父。游戏原作人物。 |
| 陈之财               | 黄项（Huang Xiang）                   | 春丽的父亲。 |
| Elizaveta Kiryukhina | 白玫瑰（White Rose）                  | 拜森守护的迷之女性，剧中设定为拜森的女儿。游戏原作人物                                                                                        |
| 郑佩佩               | 芝兰（Zhilan）                        | 香港古董店老板娘。 |
| 无                   | 隆（Ryu）                             | 剧中结局时元向春丽提及的一名实力高强的日本格斗家。游戏原作的主角。                                                                            |